# Fort Gay (Virginia Occidental)
Fort Gay es un pueblo ubicado en el condado de Wayne en el estado estadounidense de Virginia Occidental. En el Censo de 2010 tenía una población de 705 habitantes y una densidad poblacional de 306,88 personas por km².

## Geografía
Fort Gay se encuentra ubicado en las coordenadas 38°7′21″N 82°35′29″O / 38.12250, -82.59139. Según la Oficina del Censo de los Estados Unidos, Fort Gay tiene una superficie total de 2.3 km², de la cual 2.17 km² corresponden a tierra firme y (5.52%) 0.13 km² es agua.

## Demografía
Según el censo de 2010, había 705 personas residiendo en Fort Gay. La densidad de población era de 306,88 hab./km². De los 705 habitantes, Fort Gay estaba compuesto por el 96.6% blancos, el 0% eran afroamericanos, el 0.57% eran amerindios, el 0.28% eran asiáticos, el 0% eran isleños del Pacífico, el 0.14% eran de otras razas y el 2.41% pertenecían a dos o más razas. Del total de la población el 0.57% eran hispanos o latinos de cualquier raza.

## Historia
La historia de Fort Gay, Virginia Occidental, es peculiar debido a su nombre. Originalmente, la zona se conocía como Cassville, pero alrededor de 1856, el nombre "Fort Gay" comenzó a circular y finalmente se convirtió en el nombre oficial en 1932. Hay varias teorías sobre el origen del nombre, incluyendo una leyenda sobre una mujer llamada Gay que cuidaba a los soldados durante la Guerra Civil y otra que sugiere que el nombre se debía a un fuerte de la Unión llamado Gallup. Sin embargo, la historia más aceptada es que el nombre se adoptó para evitar confusiones con otra Cassville en el estado.
El pueblo, ubicado en la confluencia de los ríos Tug y Big Sandy, se remonta a 1789, cuando once personas se asentaron en la zona. En 1875, se le otorgó el nombre de Cassville, aunque ya se le conocía como Fort Gay. En 1932, el nombre oficial se cambió a Fort Gay. La historia del nombre ha sido objeto de debate, y aunque no hay una confirmación definitiva, las teorías más aceptadas se relacionan con la confusión con otra ciudad llamada Cassville y la influencia de la Guerra Civil.
La localidad ha experimentado altibajos, incluyendo un incendio devastador en 1883 que destruyó gran parte de la ciudad. En las últimas décadas, la ciudad ha enfrentado desafíos económicos, incluyendo la pérdida de su escuela y la disminución de las industrias extractivas. Sin embargo, hay iniciativas para revitalizar la zona, como la restauración del antiguo edificio de la escuela secundaria para crear viviendas asequibles.
En cuanto a la notoriedad reciente, Fort Gay recibió atención mediática en 2010 cuando Microsoft tuvo problemas para reconocer el nombre de la ciudad en su plataforma Xbox Live, lo que llevó a una disculpa pública de la empresa.